# 加藤龍幸
加藤 龍幸（かとう たつゆき　1956年4月4日 - ）は、日本の政治家。北海道石狩市長。

## 経歴
北海道札幌市出身。北海道札幌旭丘高等学校、専修大学法学部卒業。1980年北海道庁に入庁。旧自治庁や旧国土庁への出向も経験する。2007年に退庁して石狩市役所に入庁。前市長田岡克介のもとで市長政策室長、企画経済部長、市代表監査委員を歴任した。
2019年、5期20年務めた田岡の引退に伴い、16年ぶりに行われた選挙戦で初当選した。